# ماریو بروسکرا
ماریو بروسکرا (ایتالیایی: Mario Bruschera; ۱۶ آوریل ۱۸۸۷ – ۲۳ فوریهٔ ۱۹۶۸) دوچرخه‌سوار اهل ایتالیا بود.